# Liv-ex Bordeaux Classification
Liv-ex Bordeaux Classification — класифікація вин регіону Бордо складена у березні 2009 року Лондонською міжнародною біржею виноробів (англ. London International Vintners Exchange (Liv-ex)), з метою відтворити сучасну версію офіційної класифікації 1855 року. Через два роки з врахуванням змін на ринку класифікація була переглянута та дороблена. 

## Критерії відбору
Відбір вин у класифікацію був повністю заснований на ціновому критерії та стосувались виноробних господарств лівого берега Гаронни (у тому числі регіону Пессак-Леоньян), які виготовляють вино у кількості більшій за 2000 ящиків, без врахування «других» вин цих господарств. У класифікацію увійшли 60 господарств, що на одне господарство менше ніж у класифікації 1855 року. Усі господарства було поділено на 5 категорій аналогічно старій класифікації 1855 року. Проте категорії формувались на основі середньої ціни за пляшку вина. Зокрема:
- «Перші крю» — ціна від 2000 фунтів та вище;
- «Другі Крю» — ціна від 500 до 2000 фунтів;
- «Треті Крю» — ціна від 300 до 500 фунтів;
- «Четверті Крю» — ціна від 250 до 300 фунтів;
- «П'яті Крю» — ціна від 200 до 250 фунтів;

Середні ціни розраховувались за період 2005—2009 років.

## Класифікація 2009 року
Класифікація стосується «перших» вин господарств чиї назви представлено у таблицях нижче. Назва вина не завжди збігається з назвою господарства, а також може бути зміненою за певних обставин.

### «Перші Крю»
| Назва господарства            | Середня ціна вина (фунтів) | Класифікація 2009 року | Класифікація 1855 року | Місце (2009) | Місце (1855) |
| Château Latour                | 4620                       | Перше крю              | Перше крю              | 1            | 2            |
| Château Lafite Rothschild     | 4197                       | Перше крю              | Перше крю              | 2            | 1            |
| Château Margaux               | 3773                       | Перше крю              | Перше крю              | 3            | 3            |
| Château Mouton Rothschild     | 2941                       | Перше крю              | Перше крю              | 4            | 5            |
| Château Haut-Brion            | 2705                       | Перше крю              | Перше крю              | 5            | 4            |
| Château la Mission Haut-Brion | 2225                       | Перше крю              | -                      | 6            | -            |

### «Другі Крю»
| Назва господарства                             | Середня ціна вина (фунтів) | Класифікація 2009 року | Класифікація 1855 року | Місце (2009) | Місце (1855) |
| Château Palmer                                 | 1085                       | Третє крю              | Друге крю              | 7            | 27           |
| Château Léoville Las Cases                     | 1029                       | Друге крю              | Друге крю              | 8            | 8            |
| Château Cos d'Estournel                        | 804                        | Друге крю              | Друге крю              | 9            | 17           |
| Château Pape Clément                           | 686                        | Друге крю              | -                      | 10           | -            |
| Château Montrose                               | 672                        | Друге крю              | Друге крю              | 11           | 18           |
| Château Ducru-Beaucaillou                      | 664                        | Друге крю              | Друге крю              | 12           | 16           |
| Château Pichon Longueville Comtesse de Lalande | 588                        | Друге крю              | Друге крю              | 13           | 15           |
| Château Pichon-Longueville                     | 525                        | Друге крю              | Друге крю              | 14           | 14           |
| Château Léoville Barton                        | 510                        | Друге крю              | Друге крю              | 15           | 10           |
| Château Lynch-Bages                            | 502                        | Друге крю              | П'яте крю              | 16           | 49           |

### «Треті Крю»
| Назва господарства           | Середня ціна вина (фунтів) | Класифікація 2009 року | Класифікація 1855 року | Місце (2009) | Місце (1855) |
| Château Léoville Poyferré    | 458                        | Третє крю              | Друге крю              | 17           | 9            |
| Château Pontet-Canet         | 423                        | Третє крю              | П'яте крю              | 18           | 43           |
| Château Malescot St. Exupéry | 394                        | Третє крю              | Третє крю              | 19           | 25           |
| Château Rauzan-Ségla         | 386                        | Третє крю              | Друге крю              | 20           | 6            |
| Château Haut-Bailly          | 369                        | Третє крю              | -                      | 21           | -            |
| Château Calon-Ségur          | 357                        | Третє крю              | Третє крю              | 22           | 31           |
| Château Lascombes            | 348                        | Третє крю              | Третє крю              | 23           | 13           |
| Château Smith Haut Lafitte   | 329                        | Третє крю              | -                      | 24           | -            |
| Château Beychevelle          | 329                        | Третє крю              | Четверте крю           | 25           | 40           |
| Château Cantenac Brown       | 318                        | Третє крю              | Третє крю              | 26           | 26           |
| Château Grand-Puy-Lacoste    | 316                        | Третє крю              | П'яте крю              | 27           | 47           |
| Château Branaire-Ducru       | 311                        | Третє крю              | Четверте крю           | 28           | 35           |
| Château Clerc-Milon          | 311                        | Третє крю              | П'яте крю              | 29           | 59           |
| Château Duhart-Milon         | 306                        | Третє крю              | Четверте крю           | 30           | 36           |
| Château Giscours             | 305                        | Третє крю              | Третє крю              | 31           | 24           |
| Château La Lagune            | 305                        | Третє крю              | Третє крю              | 32           | 29           |
| Château d'Issan              | 300                        | Третє крю              | Третє крю              | 33           | 21           |

### «Четверті Крю»
| Назва господарства          | Середня ціна вина (фунтів) | Класифікація 2009 року | Класифікація 1855 року | Місце (2009) | Місце (1855) |
| Château Saint-Pierre        | 295                        | Четверте крю           | Третє крю              | 34           | 19           |
| Château Langoa Barton       | 292                        | Четверте крю           | Третє крю              | 35           | 23           |
| Château Gruaud Larose       | 290                        | Четверте крю           | Друге крю              | 36           | 12           |
| Château Brane-Cantenac      | 286                        | Четверте крю           | Третє крю              | 37           | 28           |
| Château Kirwan              | 277                        | Четверте крю           | Третє крю              | 38           | 20           |
| Château Talbot              | 274                        | Четверте крю           | Четверте крю           | 39           | 34           |
| Château Malartic-Lagravière | 266                        | Четверте крю           | -                      | 40           | -            |
| Domaine de Chevalier        | 265                        | Четверте крю           | -                      | 41           | -            |
| Château Haut-Marbuzet       | 254                        | Четверте крю           | -                      | 42           | -            |
| Château Prieuré-Lichine     | 250                        | Четверте крю           | Четверте крю           | 43           | 41           |

### «П'яті Крю»
| Назва господарства         | Середня ціна вина (фунтів) | Класифікація 2009 року | Класифікація 1855 року | Місце (2009) | Місце (1855) |
| Château Lagrange           | 246                        | П'яте крю              | Третє крю              | 44           | 22           |
| Château Boyd-Cantenac      | 239                        | П'яте крю              | П'яте крю              | 45           | 50           |
| Château Sociando-Mallet    | 233                        | П'яте крю              | -                      | 46           | -            |
| Château Ferrière           | 226                        | П'яте крю              | Третє крю              | 47           | 32           |
| Château Marquis de Terme   | 219                        | П'яте крю              | Четверте крю           | 48           | 42           |
| Château d'Armailhac        | 216                        | П'яте крю              | П'яте крю              | 49           | 53           |
| Château Carbonnieux        | 213                        | П'яте крю              | -                      | 50           | -            |
| Château Haut-Bages Libéral | 209                        | П'яте крю              | П'яте крю              | 51           | 46           |
| Château Haut-Batailley     | 208                        | П'яте крю              | П'яте крю              | 52           | 45           |
| Château Lafon-Rochet       | 208                        | П'яте крю              | Четверте крю           | 53           | 39           |
| Château Durfort-Vivens     | 206                        | П'яте крю              | Друге крю              | 54           | 11           |
| Château du Tertre          | 205                        | П'яте крю              | П'яте крю              | 55           | 54           |
| Château Rauzan-Gassies     | 204                        | П'яте крю              | Друге крю              | 56           | 7            |
| Château Dauzac             | 203                        | П'яте крю              | П'яте крю              | 57           | 52           |
| Château Cos Labory         | 203                        | П'яте крю              | П'яте крю              | 58           | 58           |
| Château Batailley          | 202                        | П'яте крю              | П'яте крю              | 59           | 44           |
| Château Grand-Puy Ducasse  | 201                        | П'яте крю              | П'яте крю              | 60           | 48           |

### Переможці та переможені
Нижче наведено дев'ять господарств, що не входили у класифікацію 1855 року, проте їх було включено в класифікацію Liv-ex 2009 року
| Назва господарства            | Середня ціна вина (фунтів) | Класифікація 2009 року | Місце (2009) |
| Château la Mission Haut-Brion | 2225                       | Перше крю              | 6            |
| Château Pape Clément          | 686                        | Друге крю              | 10           |
| Château Haut-Bailly           | 369                        | Третє крю              | 22           |
| Château Smith Haut Lafitte    | 329                        | Третє крю              | 26           |
| Château Malartic-Lagravière   | 266                        | Четверте крю           | 42           |
| Domaine de Chevalier          | 265                        | Четверте крю           | 44           |
| Château Haut-Marbuzet         | 254                        | Четверте крю           | 45           |
| Château Sociando-Mallet       | 233                        | П'яте крю              | 49           |
| Château Carbonnieux           | 213                        | П'яте крю              | 54           |

Серед вин класифікованих у 1855 році, що здійснили серйозний підйом у рейтингу Liv-ex 2009 року були: Château Lynch-Bages, що перемістилось на 33 позиції вверх із «п'ятого крю» до «другого крю». Іншими серйозними переможцями стали:
- Châteaux Clerc-Milon (+28 позицій);
- Châteaux Pontet-Canet (+25 позицій);
- Châteaux Palmer (+20 позицій);
- Châteaux Grand Puy Lacoste (+18 позицій);
- Châteaux Beychevelle (+13 позицій);
- Châteaux Cos d'Estournel (+8 позицій);
- Châteaux Montrose (+7 позицій);
- Châteaux Calon-Ségur (+7 позицій).

Вина включені у класифікацію 1855 року проте виключені із класифікації Liv-ex 2009 року:
| Назва господарства              | Середня ціна вина (фунтів) | Класифікація 1855 року |
| Château Marquis d'Alesme Becker | 192                        | Третє крю              |
| Château Pouget                  | 191                        | Четверте крю           |
| Château La Tour Carnet          | 181                        | Четверте крю           |
| Château Desmirail               | 167                        | Третє крю              |
| Château Pédesclaux              | 163                        | П'яте крю              |
| Château Croizet-Bages           | 163                        | П'яте крю              |
| Château Cantemerle              | 162                        | П'яте крю              |
| Château Lynch-Moussas           | 155                        | П'яте крю              |
| Château de Camensac             | 139                        | П'яте крю              |
| Château Belgrave                | 137                        | П'яте крю              |

### «Другі» вина
У цьому розділі наведено дванадцять «других» вин та їх середні ціни, якість яких дозволяють їм бути включеними в рейтинг:
| Назва вина                           | Середня ціна вина (фунтів) | Потенційний рейтинг |
| Carruades de Lafite                  | 1024                       | Друге крю           |
| Forts de Latour                      | 777                        | Друге крю           |
| Petit Mouton                         | 492                        | Третє крю           |
| Pavillon Rouge                       | 438                        | Третє крю           |
| Le Bahans/Clarence de Haut-Brion     | 340                        | Третє крю           |
| Alter Ego de Palmer                  | 282                        | Четверте крю        |
| La Chapelle de la Mission Haut-Brion | 250                        | Четверте крю        |
| Pagodes de Cos                       | 245                        | П'яте крю           |
| Clos du Marquis                      | 231                        | П'яте крю           |
| Réserve de la Comtesse               | 218                        | П'яте крю           |
| La Croix de Beaucaillou              | 217                        | П'яте крю           |
| Clementin du Pape Clément            | 216                        | П'яте крю           |

## Відмінності у класифікаціях 2009 та 2011 року порівняно із класифікацією 1855 року
Серед головних відмінностей класифікації 2009 та 2011 року та офіційної класифікації 1855 року стали:
- господарство Château La Mission Haut-Brion, яке отримало статус «Перше крю». У класифікації 1855 року було відсутнім;
- Château Lynch-Bages піднялось із «п'ятого крю» до «другого крю»;
- Château Palmer піднялось із «третього крю» до «другого крю»;[6]
- Château Lafite Rothschild у класифікації 2011 року перемістилось на 1 місце у рейтингу потіснивши переможця 2009 року Château Latour;
- піднялись із «третього крю» до «другого крю» у 2011 році у порівнянні із 2009 роком господарства  Château Duhart Milon, Château Beychevelle та Château Pontet Canet;
- Château Leoville Barton в 2011 році впало у рейтингу із «другого крю» до «третього крю»;[7]

Джек Гібберд заявив, що «другі» вина господарств стали фактором, що ускладнює створення класифікації. Так як на момент створення класифікації 1855 року їх не було, то і у класифікацію «Liv-ex» їх не включили, взявши за основу лише «перші» вина. Проте варто відмітити, що деякі «другі» вина господарств, наприклад, Carruades de Lafite та Forts de Latour при їх включенні у класифікацію могли б цілком впевнено посісти місце в категорії «другі крю».

## Критика
Класифікації «Liv-ex» основані на середній ринковій ціні за пляшку. Тому деякі критики подібних класифікацій звертають увагу, що ринкова ціна у сучасних умовах не може бути достатнім ідентифікатором якості. Зокрема зважаючи на подібні до «Liv-ex» класифікації господарства можуть штучно, як маркетинговий хід, підвищувати ціну за пляшку вина, тим самим автоматично підвищуючи себе у рейтингу. При чому якість вина чи виноматеріалу залишається незмінною. У цьому ракурсі можна сказати, що офіційна класифікація 1855 року більш повно висвітлює якісно-цінові характеристики вин. Зокрема при її створенні спирались не тільки на ціну, а і на якісні параметри. Крім того варто відмітити, що у ті часи ціна вина безпосередньо залежала від якості, а не від маркетингової політики. 